# Staelia aurea
Staelia aurea är en måreväxtart som beskrevs av Karl Moritz Schumann. Staelia aurea ingår i släktet Staelia och familjen måreväxter. Inga underarter finns listade i Catalogue of Life.